# Anton Grady
Anton Grady (nacido el 19 de abril de 1992 en Cleveland, Ohio, Estados Unidos), es un jugador de baloncesto estadounidense. Con 2 metros y 3 centímetros de estatura, juega en la posición de ala-pívot. Es primo del exjugador de la NBA Earl Boykins.

## Trayectoria deportiva

### Universidad
Tras completar la enseñanza preuniversitaria en el Central Catholic High School de Cleveland, donde fue elegido mejor jugador del estado de Ohio en su categoría, ingresó en la Universidad de Cleveland State para competir en la Division I de la NCAA. En su segundo año (2012/13) sufrió una lesión de rodilla por la que se perdió prácticamente toda la temporada. Una vez recuperado, continuó en el equipo culminando la temporada 2014/15 con unos promedios de 14,3 puntos y 7,9 rebotes por encuentro y obteniendo diversas nominaciones, entre ellas, integrante del Mejor Quinteto y del Mejor Quinteto Defensivo de su conferencia. En 2015/16 se traslada a la Universidad de Wichita State, con la que alcanzó la tercera ronda (Top 32) de las eliminatorias por el título nacional de la NCAA, registrando unas medias de 7,7 puntos y 4,6 rebotes y siendo nominado como integrante del Mejor Quinteto de Reservas de su conferencia. En dicha temporada compartió vestuario con los hoy jugadores de la NBA Ron Baker, Fred VanVleed y Landry Shamet.
Grady ganó cierta notoriedad cuando, en un partido disputado en el mes de noviembre de 2015, sufrió un encontronazo con un rival que le provocó un traumatismo espinal, siendo evacuado en camilla tras perder temporalmente la movilidad de sus extremidades. Afortunadamente se recuperó y regresó a la competición sin secuelas.

### Profesional
En la temporada 2016/17 inicia su carrera profesional con los Plymouth Raiders de la liga británica, siendo uno de los jugadores más destacados de la competición promediando 18,2 puntos (sexto máximo anotador), 7,6 rebotes (octavo máximo reboteador) y casi un tapón por encuentro. Sin embargo, dio positivo por consumo de cannabis en un control antidopaje realizado en el mes de marzo de 2017, siendo sancionado con una inhabilitación de quince meses. Esta sanción le impidió competir durante la temporada 2017/18.
En agosto de 2018 se anunció su fichaje por el Cáceres Patrimonio de la Humanidad, club español de LEB Oro, para disputar la temporada 2018/19, pero apenas dos días después de llegar a la ciudad abandonó la concentración unilateralmente tras, según se informó por la entidad, eludir el facilitar una muestra de orina para un análisis. Finalmente fichó por el Fjölnir Reykjavík, equipo de la D1 (segunda división) de Islandia, donde disputó 10 partidos antes de terminar la temporada 2018/19 en el Stade Nabeulien de la Nationale-A (primera división de Túnez).
En 2019/20 ficha por el Etoile Sportive Rades, también de la liga de Túnez.